# Sami Gayle
Sami Gayle (Weston, Florida, Estados Unidos; 22 de enero de 1996) es una actriz estadounidense. 

## Biografía
Nació y creció en Weston (Florida). 
Su madre, Robin, anteriormente era propietaria de su propio negocio y ahora trabaja como su gerente. Su padre es Larry Klitzman, un abogado. Gayle fue educada en casa y siguió los planes de estudios de Colocación Avanzada (AP) en todas las materias. Fue clasificada a nivel nacional en el Debate del Foro Público y recibió dos ofertas para competir en el Torneo de Campeones lo que la colocó entre las mejores debatientes a nivel nacional. Estudió ciencias políticas e historia del arte en la Universidad de Columbia y se graduó en 2018.

## Filmografía
| Año       | Título             | Role                        | notas                                                                   |
| --------- | ------------------ | --------------------------- | ----------------------------------------------------------------------- |
| 2009-2010 | As the World Turns | Hayden Lawson               | 3 episodios                                                             |
| 2010-2021 | Blue Bloods        | Nicole "Nicky" Reagan-Boyle | Papel principal (temporadas 2-10); papel recurrente (temporadas 1 y 11) |
| 2011      | Royal Pains        | Natalia                     | Episodio: "Una historia de violines"                                    |
| 2011      | Detachment         | Érica                       | Película                                                                |
| 2012      | Stolen             | Alison Montgomery           | Película                                                                |
| 2013      | El Congreso        | Sarah wright                | Película                                                                |
| 2013      | Hateship Loveship  | Edith                       | Película                                                                |
| 2014      | Vampire Academy    | Mía Rinaldi                 | Película                                                                |
| 2014      | Noé                | Hija de refugiada           | Película                                                                |
| 2018      | Candy Jar          | lona desollador             | Transmisión de película                                                 |